# Bayer (kráter)

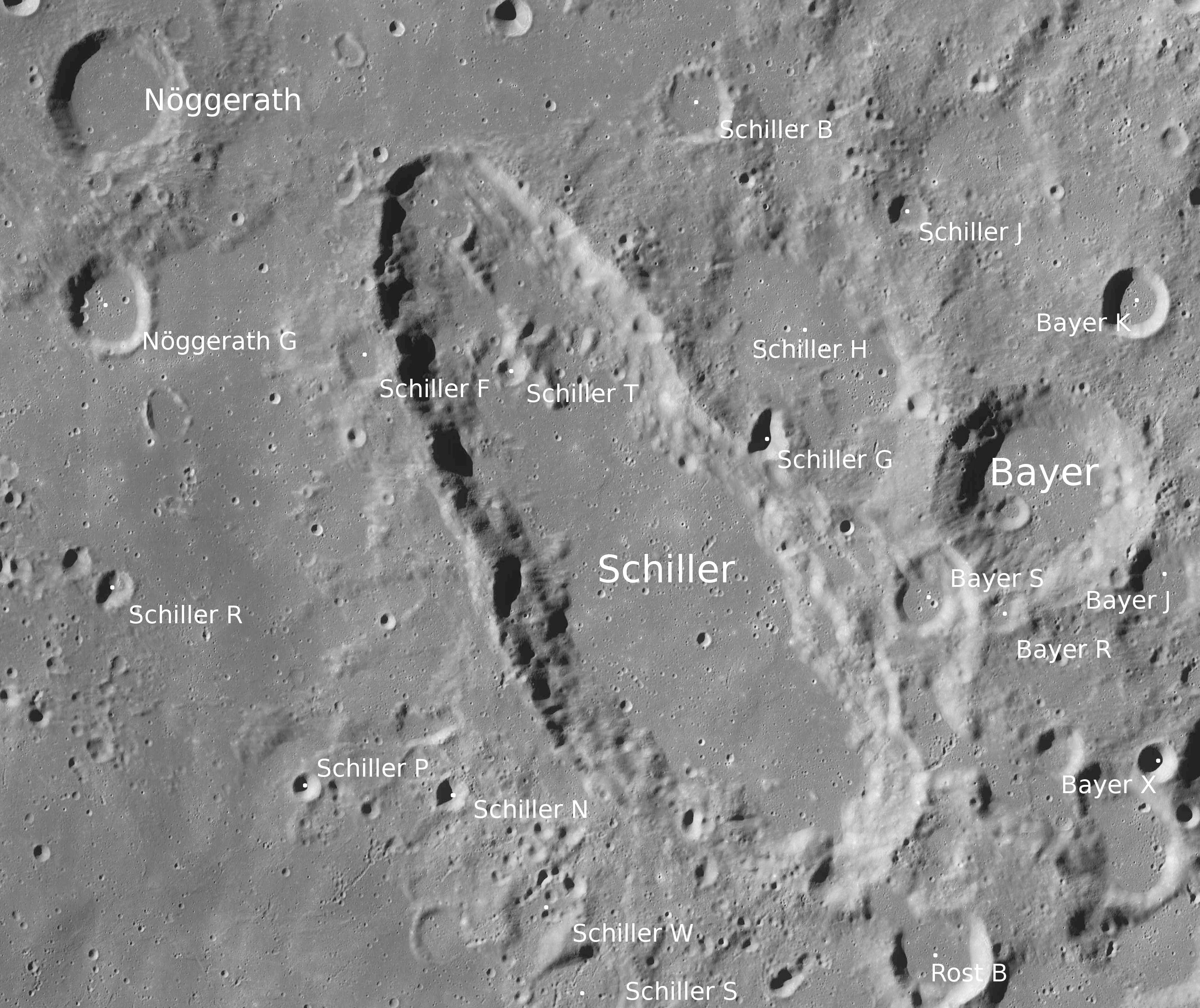
Poloha kráteru Bayer.

Bayer je impaktní kráter nacházející se v jihozápadním sektoru přivrácené strany Měsíce. Má průměr 47 km. Jeho val (okraj) je lehce erodován, ale stále udržuje pravidelný kruhový tvar. Je však částečně narušen dopady menších meteoritů. Ploché dno postrádá středový pahorek. Nalézá se zde menší kráter poblíž západního okraje.
V sousedství kráteru Bayer (západně od něj) leží protáhlý kráter Schiller ve tvaru otisku boty.

## Název
Pojmenován je podle německého astronoma Johanna Bayera, autora hvězdného atlasu Uranometria.

## Satelitní krátery
V okolí se nachází několik dalších kráterů. Ty byly označeny podle zavedených zvyklostí jménem hlavního kráteru (v tomto případě Bayer) a velkým písmenem abecedy.
| Bayer | Sel. šířka | Sel. délka | Průměr |
| ----- | ---------- | ---------- | ------ |
| A     | 51,3° J    | 30,3° Z    | 18 km  |
| B     | 48,8° J    | 28,2° Z    | 18 km  |
| C     | 49,7° J    | 31,2° Z    | 22 km  |
| D     | 47,9° J    | 29,8° Z    | 20 km  |
| E     | 51,7° J    | 32,3° Z    | 29 km  |
| F     | 53,0° J    | 31,6° Z    | 20 km  |
| G     | 51,7° J    | 35,3° Z    | 7 km   |
| H     | 53,5° J    | 32,5° Z    | 27 km  |
| J     | 52,5° J    | 33,6° Z    | 18 km  |
| K     | 50,2° J    | 34,0° Z    | 16 km  |
| L     | 47,5° J    | 33,6° Z    | 14 km  |
| M     | 50,6° J    | 31,0° Z    | 10 km  |
| N     | 48,3° J    | 29,2° Z    | 9 km   |
| P     | 51,6° J    | 29,5° Z    | 4 km   |
| R     | 52,5° J    | 35,5° Z    | 9 km   |
| S     | 52,3° J    | 36,4° Z    | 13 km  |
| T     | 49,2° J    | 30,1° Z    | 8 km   |
| U     | 48,4° J    | 31,3° Z    | 10 km  |
| V     | 47,5° J    | 31,6° Z    | 9 km   |
| W     | 48,0° J    | 33,5° Z    | 9 km   |
| X     | 53,4° J    | 33,6° Z    | 8 km   |
| Y     | 49,2° J    | 35,7° Z    | 31 km  |
| Z     | 49,0° J    | 33,4° Z    | 7 km   |